# Tschechoslowakische Badminton-Mannschaftsmeisterschaft
Tschechoslowakische Badminton-Mannschaftsmeisterschaften wurden von 1964 an bis zum Ende des Bestehens der gemeinsamen Republik von Tschechen und Slowaken ausgetragen. Die Austragung von Juniorenmeisterschaften begann 1965 und die Austragung von Titelkämpfen der Erwachsenen 1961. Als internationale Titelkämpfe der ČSSR wurden die Czechoslovakian International durchgeführt.

## Die Mannschaftsmeister
| Saison | Meister        |
| ------ | -------------- |
| 1964   | TJ Spoje Praha |
| 1965   | Meteor Praha   |
| 1966   | Meteor Praha   |
| 1967   | Meteor Praha   |
| 1968   | TJ Spoje Praha |
| 1969   | TJ Spoje Praha |
| 1970   | Meteor Praha   |
| 1971   | Meteor Praha   |
| 1972   | Meteor Praha   |
| 1973   | TJ Spoje Praha |
| 1974   | TJ Spoje Praha |
| 1975   | TJ Spoje Praha |
| 1976   | TJ Spoje Praha |
| 1977   | TJ Spoje Praha |
| 1978   | TJ Spoje Praha |
| 1979   | TJ Spoje Praha |
| 1980   | TJ Spoje Praha |
| 1981   | TJ Spoje Praha |
| 1982   | TJ Spoje Praha |
| 1983   | TJ Spoje Praha |
| 1984   | TJ Spoje Praha |
| 1985   | TJ Spoje Praha |
| 1986   | TJ Spoje Praha |
| 1987   | TJ Spoje Praha |
| 1988   | TJ Spoje Praha |
| 1989   | TJ Spoje Praha |
| 1990   | Meteor Praha   |
| 1991   | TJ Spoje Praha |
| 1992   | Meteor Praha   |